# Templo de Taipéi
El Templo de Taipéi es uno de los templos construidos y operados por La Iglesia de Jesucristo de los Santos de los Últimos Días, el número 31 construido por la iglesia y el tercero construido en Asia, ubicado en la Isla de Taiwán. El templo se encuentra ubicado en un terreno donde se asentaba un establecimiento penitenciario, justo al este del Salón Conmemorativo de Chiang Kai-shek en Taipéi. Rodeando al templo hay otros edificios de la iglesia, incluido un centro de estaca, una vivienda para los patrocinadores y un edificio de oficinas administrativos. El Templo de Taipéi se construyó alineado a la tradición local, incluido un techo de tejas azules que complementa el Salón Conmemorativo Nacional de Chiang Kai-shek.
Previo a la construcción del templo en Taiwán, los fieles asistían al templo de Laie, en Hawái y en los años 1980 al templo de Tokio en Japón. Ubicado a una altitud de 4,9 metros (16,1 pies) sobre el nivel del mar, el templo de Taipéi es uno de los templos de su tipo construidos a menor elevación en el mundo.

## Historia
El templo SUD de la ciudad de Taipéi se encuentra en el terreno donde se asentaba la prisión de Taihoku durante la Segunda Guerra Mundial. La iglesia compró parte del terreno para construir una capilla para sus fieles. El terreno y la capilla fueron dedicados por Gordon B. Hinckley el 16 de octubre de 1966.

## Anuncio
Inmediatamente después de la dedicación del templo de Tokio, el entonces presidente de la iglesia Spencer W. Kimball viajó a Taiwán. Además de reunirse con miembros de la Iglesia, Kimball se reunió con Chiang Ching-kuo, el entonces presidente de Taiwán. Chiang le preguntó a Kimball sobre el motivo de su visita a Asia, a lo que Kimball respondió que había dedicado un templo en la ciudad de Tokio. Chiang entonces preguntó cuando construiría uno en Taiwán. Kimball respondió que lo haría cuando la iglesia tuviese suficientes fieles en Taiwán para servir en el templo. Kimball anunció la construcción del templo de Taipéi en un comunicado péblico el 31 de marzo de 1981, dos días previos a la siguiente conferencia general de la iglesia. El anuncio coincidió con el 1 de abril en hora de Taiwán por lo que la iglesia envió un memo a las oficinas de la iglesia en Asia que el anuncio no era parte del día de los inocentes. La ceremonia de la primera palada ocurrió el año siguiente, 26 de agosto de 1982, presidida por Gordon B. Hinckley y a la que asistieron unas 1500 personas.

## Construcción
La iglesia presentó a los oficiales de Taipéi sus solicitudes y permisología para el edificio por medio de abogados dedicados a la tarea. Las oficinas civiles vieron como un insulto al enviar abogados para la transacción y dilataron en ofrecer respuesta a los trámites. La construcción del edificio comenzó un año después de la ceremonia de la primera palada, en 1983, en medio de desafíos tradicionales para una construcción en un área tan céntrica de una gran ciudad.
El modelo del templo de Taipéi proviene de la arquitectura del Templo de Boise (Idaho) y es el mismo usado para la construcción del templo de Chicago pero con la mitad del tamaño, tal como el templo de Dallas dedicado el mismo año. Con 9945 pies cuadrados (923,9 m²) de construcción, es uno de los templos de menor tamaño operados por la iglesia SUD a nivel mundial. El templo más pequeño es el templo de Colonia Juárez, con 6800 pies cuadrados (631,7 m²) de construcción y el templo de Yigo, Guam con 6861 pies cuadrados (637,4 m²).

## Dedicación
El templo SUD de la ciudad de Taipéi fue dedicado para sus actividades eclesiásticas en cinco sesiones—cuatro en mandarín y una sesión en cantonés—, el 17 de noviembre de 1984, por el entonces consejero del presidente de la iglesia SUD, Gordon B. Hinckley. Anterior a ello, del 30 de octubre al 10 de noviembre de ese mismo año, la iglesia permitió un recorrido público de las instalaciones y del interior del templo al que asistieron más de 20.000 visitantes.

## Pandemia 2019
El 25 de marzo de 2020 la iglesia solicitó el cierre de todos sus templos como respuesta preventiva a la Pandemia de COVID-19. En mayo de ese año la iglesia aprobó la apertura de 17 templos a nivel mundial para realizar matrimonios por personas vivas, prohibiendo para entonces todas las ceremonias a favor de ancestros fallecidos. En junio fueron anunciados 12 templos que iniciarían la segunda fase de apertura permitiendo la investidura a favor de personas vivas con un nuevo modelo de este proceso ceremonial. Las ceremonias a favor de personas fallecidas, tradicional en los templos SUD incluyendo el bautismo por los muertos comenzó a reanudarse a comienzos de diciembre de 2020. El templo de Taipéi fue uno de los primeros cuatro templos en comenzar esta tercera fase de reapertura en 2020.